# Bracon zuluorum
Bracon zuluorum är en stekelart som först beskrevs av Charles Thomas Brues 1924.  Bracon zuluorum ingår i släktet Bracon och familjen bracksteklar. Inga underarter finns listade.